# Gueorgui Panteleimónov
Gueorgui Panteleimónov (en ucraïnès Гео́ргій Пантелеймо́нов, Balta, Imperi Rus, 30 de desembre de 1883 – Belgrad, Regne dels Serbis, Croats i Eslovens, 21 d'octubre de 1934) va ser un tirador ucraïnès que va competir a començaments del segle xx.
El 1912 va prendre part en els Jocs Olímpics d'Estocolm, disputant tres proves del programa de tir. Guanyà la medalla de plata en la competició per equips de pistola militar, 30 metres. En la prova de pistola ràpida, 30 metres fou catorzè i en la de pistola lliure, 50 metres dissetè.